# Ancita major
Ancita major är en skalbaggsart som beskrevs av Stefan von Breuning 1968. Ancita major ingår i släktet Ancita och familjen långhorningar. Inga underarter finns listade i Catalogue of Life.